# 伊参スタジオ映画祭
伊参スタジオ映画祭（いさまスタジオえいがさい）は、日本の映画祭。
ふるさと創生事業として助成金一億円を得た群馬県中之条町が町おこし研究のために作った組織「中之条ふるさと塾」と『眠る男』『月とキャベツ』などが町内の伊参スタジオを拠点に撮られたことがきっかけで作られた映画ファンの組織「伊参スタジオ映画祭ボランティアスタッフ」が設立主体となって2001年(平成13年)から開催された映画祭。

## 主な上映作品

### 小栗康平監督作品
- 眠る男
- 埋もれ木

### 篠原哲雄監督作品
- 月とキャベツ
- 影踏み

### その他
- 独立少年合唱団 (緒方明監督)
- はじまり (濱口竜介監督)
- なれない二人（樋口幸之助監督）

- 正しいバスの見分け方

## 伊参スタジオ映画祭シナリオ大賞
同映画祭に伴って「伊参スタジオ映画祭シナリオ大賞」という映画脚本の公募によるコンクールも行われる。短編部門・中編部門に分かれ、受賞作品は映像化され翌年の同映画祭で上映される。受賞者の中にはプロとして活動する脚本家・監督もいる。
審査員として『月とキャベツ』の監督・篠原哲雄や群馬県在住の小説家・横山秀夫らが参加し、フジテレビ木曜劇場『silent』の脚本家・生方美久も奨励賞を受賞したことがある。

### 上記以外の主な審査員
- 龍居由佳里
- 豊島圭介
- 絲山秋子[4]
- 菅野友恵

### 上記以外の主な受賞者
- 金井純一（『求愛』で2007年中編部門大賞）
- 澤田サンダー（『惑星のささやき』で2010年中編部門大賞、『ひかりのたび』で2015年中編部門大賞）
- 樋口幸之助(『なれない二人』で2017年中編部門大賞)
- 村口知巳 （『あるいは、とても小さな戦争の音』で2017年短編部門大賞）

### 関連書籍
- 伊参スタジオ映画祭 シナリオ大賞2003-2019 (上毛新聞社)[3]